# Europa Universalis III
Europa Universalis III è un videogioco di strategia in tempo reale, pubblicato nel 2007 e sviluppato dalla Paradox Interactive. È il terzo capitolo della serie Europa Universalis.
Permette di impersonare il sovrano di uno stato nel periodo che va dal 1453 al 1792 (dal 1399 al 1820 considerando le espansioni), tenendo conto anche di aspetti come la diplomazia, il morale del popolo e dei soldati e il grado di soddisfazione della popolazione.

## Modalità di gioco
In EU III è possibile prendere il controllo di uno qualsiasi degli imperi o dei piccoli stati che sono esistiti tra la metà del Quattrocento e i primi dell'Ottocento; in tutto sono circa 280 le nazioni che è possibile guidare.
Una delle novità introdotte in EU III sono le unità nazionali, infatti ogni nazione ha a disposizione una rosa di diverse unità tra cui scegliere, di cui alcune sono proprie solo di alcuni stati, come ad esempio i lancieri asiatici, che potranno essere prodotti solo dagli stati orientali.
Dal punto di vista grafico sono stati abbandonati gli scenari 2D peculiari dei predecessori a vantaggio di una mappa ora completamente 3D. Il mondo di gioco è stato suddiviso in oltre 1.700 provincie terrestri e aree marine.

### Corte e consiglieri
Cliccando sullo stemma araldico in alto a sinistra dell'interfaccia di gioco, è possibile accedere al menù di controllo del proprio paese: è da qui che si controllano tutte le politiche principali e si decidono i destini della nazione.
Nella schermata della Corte (simboleggiata da una corona, la seconda icona a destra) si possono vedere riassunte le caratteristiche principali del proprio leader attuale (amministrazione, diplomazia, militare); sotto, invece, troneggiano i tre consiglieri reali attualmente in uso. Ciascuno di essi può garantire vantaggi e svantaggi ed è per questo che bisogna cercare di individuare quelli che servono di più in quel momento e licenziare quelli che non dovessero più servire. Assumere un consigliere comporta un costo (direttamente proporzionale all'abilità del consigliere stesso), oltre a uno stipendio mensile che si deve pagare; è possibile licenziare qualsivoglia consigliere in qualsiasi momento cliccando sull'apposito tasto.
I consiglieri si dividono in varie categorie, come i commercianti (che aumentano il numero di mercanti annuali a disposizione della nazione), i banchieri (che riducono gli interessi che lo Stato deve pagare sugli eventuali debiti dello Stato), gli artisti (che aumentano gli investimenti nella stabilità), i diplomatici (che aumentano il numero di diplomatici annuali a disposizione), gli statisti (che aumentano gli investimenti nella tecnologia di governo), ecc. In determinati paesi e in determinati anni è possibile scegliere come consiglieri anche personalità storiche realmente esistite, come, ad esempio, René Descartes, Sir Isaac Newton, Wolfgang Amadeus Mozart, Ercole Consalvi, Antonio Canova e William Wordsworth. Se non viene licenziato, un consigliere servirà la nazione con il proprio operato fino alla morte.

### Culture
Gli abitanti che vivono nelle diverse aree geografiche appartengono a culture differenti; alcune culture possono appartenere allo stesso gruppo culturale (l'Italia per esempio è latina, ma i vari territori sono ulteriormente specificati: alcune province come Brescia, Lombardia, Piemonte e Nizza sono lombarde, altre come Napoli, Apulia, Calabria, Palermo e Messina sono siciliane), ma quando popolazioni molto diverse vivono nel medesimo stato, allora le differenze culturali possono provocare rivolte. Ogni nazione ha una cultura di stato, tuttavia considera "culture tollerate" tutte le altre che appartengono allo stesso gruppo culturale della cultura di stato. In alcuni stati multietnici sono tollerate anche culture appartenenti a ceppi culturali diversi (ad esempio Venezia, seppur di cultura lombarda, tollera oltre agli italiani anche croati e greci), ma è probabile che con il passare del tempo tali culture siano dichiarate non più accettate.
- Gruppo culturale: culture accettate
  - Germanico: Pomeranica, Prussiana, Hannoveriana, Assiana, Sassone, Renana, Bavarese, Austriaca, Olandese, Fiamminga
  - Scandinavo: Svedese, Danese, Norvegese
  - Britannico: Inglese, Americana, Scozzese meridionale
  - Celtico: Gaelica, Gallese, Bretone, Irlandese
  - Latino: Lombarda, Umbra, Siciliana
  - Iberico: Castigliana, Catalana, Galiziana, Andalusa, Portoghese
  - Francese: Francese cosmopolita, Guascone, Normanna, Aquitana, Burgunda, Occitana, Vallone
  - Basco: Basca
  - Ugro-finnico: Finlandese, Estone, Samoieda
  - Slavo Meridionale: Slovena, Croata, Serba, Bulgara, Romena, Albanese
  - Slavo centrale: Ceca, Slovacca, Polacca, Ungherese, Slesiana
  - Slavo orientale: Russa, Ucraina, Bielorussa, Rutena
  - Baltico: Lituana, Antico-prussiana, Lettone, Ingriana
  - Bizantino: Greca, Georgiana, Armena
  - Semitico: Magrebino-Arabica, Egiziana, Siro-Arabica, Iracheno-Arabica, Beduino-Arabica, Maltese, Berbera
  - Persiano: Persiana, Azera, Beluci, Curda
  - Altaico: Turca, Turcomanna, Mongolica, Tungusa, Pashtun, Tagica, Uzbeca, Kazaka, Chirghisa, Uralica, Siberiana, Jacuta, Tartara
  - Centroamericano: Zapoteca, Maya, Azteca
  - Sudamericana: Inca, Guarani, Aimara, Amazzonica, Patagonica, Guajira, Teremembe, Tupinamba, Mataco
  - Caraibico: Arawak, Caraibica
  - Nordamericano: Dakota, Cherokee, Pueblo, Aleutinica, Inuit, Cree, Irochese, Urone, Navajo, Shawnee, Delaware, Creek
  - Asiatico orientale: Giapponese, Manciuriana, Chihan, Cantonese, Koreana
  - Mon-Khmer: Khmer, Mon, Vietnamita
  - Malese: Polinesiana, Cham, Malese, Filippina, Malgascia, Sulawesi
  - Tailandese: Tailandese centrale, Laotiana, Tailandese settentrionale, Shan
  - Birmano: Birmana, Tibetana, Chin
  - Pacifico: Papuasica, Aborigena, Melanesiana, Molucchese
  - Ario-orientale: Assamita, Bengalese, Bihari, Nepalese, Oriya, Sinhala
  - Indostano: Avadhi, Kanauji, Panjabi, Kashmira
  - Ario-occidentale: Gujarati, Marathi, Sindhi, Rajput
  - Dravico: Kannada, Malayalam, Tamil, Telegu
  - Africano: Malgascia, Tuareg, Senegambiana, Dyola, Nubiana, Somala, Bantu, Swahili, Etiopica, Congolese, Shona, Mail, Yoruba, Aka, Ashanti

### Religioni
La religione professata dalla maggior parte degli abitanti di una provincia viene considerata la religione provinciale. Ogni grande gruppo religioso si suddivide in sottogruppi più piccoli; gli stati professanti una religione appartenente allo stesso sottogruppo avranno più possibilità di stipulare alleanze, matrimoni reali e trattati commerciali. È possibile convertire la propria fazione da un sottogruppo religioso all'altro (per esempio da cattolico a protestante) ma non da un grande gruppo all'altro (per esempio da musulmano a cristiano). Tuttavia, si può convertire un qualsiasi territorio alla propria religione nazionale con l'aiuto di appositi missionari.
- Grande gruppo: sottogruppi religiosi
  - Cristiano: Cattolico, Protestante, Riformato, Ortodosso
  - Musulmano: Sunnita, Sciita
  - Orientale: Buddista, Induista, Confuciano, Scintoista
  - Pagano: Animista, Sciamanico

### La guerra
Combattere è un aspetto molto importante di Europa Universalis III. Dalla schermata delle province controllate, cliccando sul tasto che rappresenta due spade incrociate su di uno scudo, è possibile reclutare un'armata attingendo dalla forza lavoro della nazione. Ci sono varie tipi di armate possibili, che vengono aggiornati nel corso del gioco. Ogni unità ha dei valori di Fuoco, Attacco e Morale, suddivisi in offensivo (pallini gialli) e difensivo (pallini azzurri), un costo espresso in ducati e un tempo per essere allestita.
Si possono anche reclutare armate mercenarie esattamente come si fa con quelle provinciali, con la differenza che si avranno costi più alti, ma per essere reclutate hanno bisogno un tempo decisamente minore e le perdite non possono essere compensate.

#### Dichiarare una guerra
È possibile dichiarare guerra ad altre fazioni, ma se si vuole evitare che la stabilità e il buon nome del proprio governo precipitino, si necessita di un casus belli, ossia di un valido pretesto per attaccare il proprio nemico, come dichiararsi garante dell'indipendenza di uno stato attaccato dall'avversario, ricevere un insulto o essere vittima di un embargo commerciale. Tuttavia, dichiarare guerra a una nazione dello stesso gruppo religioso renderà la fazione attaccante più famigerata agli occhi delle altre fazioni del medesimo gruppo religioso, a meno che la fazione attaccata non sia stata scomunicata.

#### Battaglie
Quando due unità nemiche si incontrano, inizia una battaglia, evidenziata da due segnaposto che combattono nella provincia. In basso a sinistra appare l'evoluzione, con i comandanti, il tipo e il numero delle truppe, i caduti e i valori di attacco e difesa delle fazioni, che cambiano a seconda dell'esito di un tiro di dado. Quando una delle due fazioni viene sterminata o quando il morale è a zero (la barra rossa), la battaglia ha fine. Le armate in fuga si rifugiano nella provincia più vicina. Non si può fare molto in una battaglia, se non tenerla sotto controllo o scappare (per farlo è necessario selezionare l'unità che sta combattendo e spostarla in un'altra provincia).

#### Assedi
Quando un'unità arriva in una provincia nemica priva di armate terrestri, comincia l'assedio alla capitale, evidenziato da un cannone che spara contro la città. L'assedio può durare mesi e per portarlo a termine bastano le sole armate a piedi (i cavalieri non possono portare alcun assalto). Ci sono due modi per conquistare una città: per sfinimento, e allora basterà lasciare le truppe presso le mura oppure assaltando la fortezza, mediante l'apposito tasto nella schermata dell'assedio (in questo caso verrà utilizzata solo la fanteria). Conquistare una città con un alto morale e con cibo e acqua a disposizione è praticamente impossibile anche per un'armata immensa, prima di farlo bisognerebbe cercare di ridurla almeno alla fame o alla sete. Quando si porta un assalto, si continuerà a farlo finché il morale degli attaccanti non arriverà a zero o alla vittoria. Nel caso si dovesse fallire, si può aspettare che il morale salga e attaccare nuovamente.

#### Condizioni di pace
Una guerra è fatta tutta di battaglie e assedi. A un certo punto, si potrà decidere di chiedere la pace ai propri nemici. Ogni guerra ha una percentuale di vittoria (se positiva) o di sconfitta (se negativa), che sale o scende automaticamente a seconda del numero delle battaglie navali e terrestre vinte o perse e del numero di province nemiche controllate e di quelle proprie controllate da un nemico. Quando si fa una proposta di pace, si avrà a che fare con questa percentuale, in base alla quale si può chiedere o offrire un tributo (o una pace bianca se è intorno allo 0%) in cambio della cessazione delle ostilità. Se per esempio si sta vincendo contro il nemico del 70%, si potrà selezionare, nella schermata della pace, l'annessione di una provincia che si sta controllando (il cui valore di solito ammonta a un 20-30%), oppure chiedere di rinunciare alla rivendicazione di un territorio (6-7%), o esigere un tributo in denaro (1% ogni 25 ducati) o ancora costringere il nemico al vassallaggio o alla conversione alla propria religione di Stato.
Se, in questo caso, sommando le varie opzioni si starà sotto il 70%, molto probabilmente l'avversario accetterà le condizioni di pace, altrimenti rifiuterà. Allo stesso modo si potrebbe essere costretti a concedere tributi e province nel caso l'andamento della guerra fosse negativo. Se il nemico possiede un'unica provincia, nel caso in cui questa venisse occupata se ne potrà senz'altro esigere l'annessione al proprio Stato, decretando così l'assorbimento della fazione avversaria. Più a lungo dura una guerra, più è probabile che la fazione nemica si decida a concluderla, in modo vantaggioso o non a seconda della situazione. Se il giocatore domanda condizioni miti alla fazione nemica nonostante abbia riportato una grande vittoria, la fazione nemica rifiutando decreterà una diminuzione della stabilità della nazione, perché il popolo non approverà l'orgoglio del proprio sovrano.

## Espansioni
Come gli altri titoli dello sviluppatore, ogni espansione di Europa Universalis III per funzionare richiede la presenza del titolo e di tutte le precedenti espansioni. Il 3 maggio 2007 Paradox Interactive ha annunciato che era in corso lo sviluppo dell'espansione Napoleon's Ambition, distribuita (tramite il sito GamersGate) il 22 agosto 2007 per quello che riguarda la versione inglese. Questa allunga il termine del gioco al 1820, oltre a portare numerose modifiche al motore di gioco. Il 5 maggio 2008 è stata annunciata una seconda espansione, In Nomine, distribuita il 28 maggio 2008. Tra le sue caratteristiche principali c'è la possibilità di iniziare prima il gioco, nell'ottobre 1399 e l'introduzione di missioni facoltative. Il 19 agosto 2009 è stata annunciata dagli sviluppatori sul forum ufficiale una terza espansione, Heir to the Throne.
Le prime dichiarazioni parlano di un cambiamento al sistema dei casus belli con specifici obiettivi da raggiungere, dell'inserimento di dinastie regnanti, di sfere di influenza, di nuove opzioni per il Papato, il Sacro Romano Impero e le repubbliche; la pubblicazione è avvenuta il 15 dicembre 2009. Il 9 settembre 2010 è stata annunciata la quarta espansione, Divine Wind: la decisione di svilupparla è stata presa in seguito agli esiti di un sondaggio svoltosi alcuni mesi prima sul forum ufficiale della Paradox Interactive nel quale veniva chiesto agli utenti quale titolo Paradox avrebbero voluto vedere una nuova espansione. Pubblicato il 14 dicembre 2010, Divine Wind introduce notevoli sviluppi grafici, rielabora profondamente Cina, Giappone e le orde nomadi, rivede gli edifici dando loro maggiore peso strategico, inserisce nuove opzioni diplomatiche, apporta modifiche ai commerci aggiungendo una dimensione strategica alle merci a cui è possibile avere accesso, introduce 50 specifici obiettivi da raggiungere (achievements) in cambio di punti.
L'ultima patch porta il gioco alla versione 5.2, ed è stata distribuita il 28 maggio 2013.